# Mošeja Jami Ul-Alfar, Kolombo
Mošeja Jami-Ul-Alfar (znana kot Samman Kottu Palli, Rathu Palliya, Rdeča mošeja) je zgodovinska mošeja v Kolombu na Šrilanki. Stoji na ulici Second Cross Street v okrožju Pettah. Mošeja je ena najstarejših v Kolombu in priljubljena turistična znamenitost.

## Zgodovina
Gradnja mošeje Jami-Ul-Alfar se je začela leta 1908 in bila končana leta 1909.  Mošejo je naročila lokalna muslimanska skupnost s sedežem v Pettah, da bi zadovoljila svojo zahtevano petkratno molitev in džuma-namaz v petkih. Oblikovalec in graditelj mošeje je bil Habibu Labbe Saibu Labbe (nekvalificiran arhitekt) in temelji na podrobnostih / slikah indo-saracenskih stavb, ki so mu jih prinesli južnoindijski trgovci. Je hibridni slog arhitekture, ki črpa elemente iz avtohtone indo-islamske in indijske arhitekture in ga združuje z neogotskim in neoklasičističnem slogom. Zmogljivost ima 1500 vernikov, a jih je takrat pri molitvah na začetku sodelovalo le okoli 500.
Je značilna rdeče bela kot lizika (slaščica) črtasta dvonadstropna stavba s stolpno uro in spominja na Jamek mošejo v Kuala Lumpurju v Maleziji (zgrajena leta 1910). Mošeja Jami Ul-Alfar je bila, dokler niso zgradili višjih stavb, razpoznavni znak Kolomba, ko so se mornarji približali pristanišču.
Leta 1975 je mošeja s pomočjo sklada Haji Omarja kupila številne sosednje posesti za potrebe širitve mošeje, da bi povečali njeno zmogljivost na 10.000 vernikov. 

## Arhitektura
Arhitektura te mošeje je zelo posebna s svojo zelo impresivno obliko, podobno sladkorni palači, z barvasto fasado v rdečih in belih vzorcih, kot plastična pogača ali lizika. Rdeča barva prevladuje na fasadi te mošeje, vendar ne zmanjšuje duhovne vrednosti, ki jo vsebuje ta veličastna stavba. V notranjosti prevladuje zelena barva. Ne samo, da prikazuje učinek rdeče-bele plastične torte, arhitekt te mošeje poskuša postaviti vzorec ukrivljenosti tudi na strehi. Ta vzorec se uporablja skoraj na vsakem vhodu, ki povezuje notranje dvorišče mošeje z molitveno dvorano v pritličju.
Kot je običajno pri gradnji mošeje, je Jami Ul-Alfar opremljena tudi z minaretom. Sicer ima stavba skupno štirinajst stolpov, dva srednje velika, ostalo pa so majhni. Lokacija mošeje je prav sredi muslimanske skupnosti, zato je na vsakem kotu strehe zvočnik za klicanje k molitvi.